# Alepia scripta
Alepia scripta är en tvåvingeart som beskrevs av Günther Enderlein 1937. Alepia scripta ingår i släktet Alepia och familjen fjärilsmyggor.
Artens utbredningsområde är Bolivia. Inga underarter finns listade i Catalogue of Life.